# Ignacy Nikorowicz
Ignacy Nikorowicz (ur. 10 marca 1866 w Wiedniu, zm. 1 lipca 1951 w Krakowie) – polski dramatopisarz i prozaik pochodzenia ormiańskiego. 

## Życiorys
Syn Józefa Nikorowicza.
Napisał m.in. komedie: Pani Walewska (1904), W gołębniku (1912), Moralność przede wszystkim (1926),  nowele: Zimny wiatr (1915), Nieśmiertelny kochanek (1929) oraz powieści: Jan Kiszocki (1910) i W tęczowej masce.
Pochowany na cmentarzu Rakowickim w Krakowie.